# قضیه تیخونوف
در ریاضیات، قضیه تیخونوف (به انگلیسی: Tychonoff's Theorem) بیان می دارد که ضرب هر گردایه از فضاهای توپولوژی فشرده، نسبت به توپولوژی حاصلضربی فشرده است. این قضیه را به نام آندری نیکولایویچ تیخونوف نامگذاری کرده اند، که اولین بار این قضیه را در ۱۹۳۰ برای توان های بازه واحد اثبات کرد و در ۱۹۳۵ قضیه کامل را بیان کرده و توضیح داد که اثبات آن با حالت خاصش یکی می شود. قدیمی ترین اثبات منتشر شده ای ازین قضیه که می شناسند در مقاله ۱۹۳۷ ادوارد چخ گنجانده شده است.
بسیاری از متون، قضیه تیخونوف را به عنوان مهم ترین نتایج توپولوژی عمومی شناخته (مثل ویلارد، صفحه ۱۲۰) و دیگران لم اوریسون را نیز در این افتخار شریک می کنند.